# Danh sách câu lạc bộ bóng đá ở Tonga
Các đội gần đây tham dự Giải bóng đá vô địch quốc gia Tonga bao gồm:
- Lotohaʻapai United
- Haʻamoko United Youth
- Marist Prems
- Popua
- Kolofoʻou No.1
- Veitongo FC
- Ngeleʻia FC